# Замениці
Замениці (пол. Zamienice, нім. Samitz) — село в Польщі, у гміні Хойнув Леґницького повіту Нижньосілезького воєводства.
Населення — 321 особа (2011).
У 1975-1998 роках село належало до Легницького воєводства.

## Демографія
Демографічна структура станом на 31 березня 2011 року:
|          | Загалом | Допрацездатний вік | Працездатний вік | Постпрацездатний вік |
| -------- | ------- | ------------------ | ---------------- | -------------------- |
| Чоловіки | 181     | 42                 | 121              | 18                   |
| Жінки    | 140     | 23                 | 76               | 41                   |
| Разом    | 321     | 65                 | 197              | 59                   |

## Пам'ятки
У селі є українська греко-католицька церква Церква святого Івана Хрестителя. Парафія функціонує з 1976 року. Метричні книги ведуться від 1976 року.